# Фоссе, Эрик
Эрик Торгейр Фоссе (род. 2 декабря 1950 года, Осло) — норвежский хирург, ученый, музыкант, профессор. Он является специалистом по общей хирургии и грудной хирургии. Заведующий отделением в Центре вмешательств в Университетской больнице г. Осло, профессор Университета Осло.
Фоссе получил докторскую степень в 1987 году в Университете Осло с диссертацией «Активация комплемента и изменения в популяциях лейкоцитов после больших операций и травм».
В 2013 году Фоссе присужден Орден Святого Олафа за заслуги в медицине и социальной сфере.